# 我們共和黨 (2020年)
我們共和黨（韩语：／ Urigonghwadang）是大韓民國的一個极右派政黨，原名自由共和黨（韩语：／），由我們共和黨與自由統一黨合併而來，成立於2020年3月3日。現任代表為趙源震。

## 歷史
2020年2月20日，我們共和黨代表趙源震、自由統一黨代表金文洙在首爾汝矣島國會大廈共同宣布合併政黨。合併的理念有：文在寅政府退職、保護自由民主主義、反對彈劾朴槿惠。3月22日，金文洙撤職退黨，黨名也恢復為我們共和黨。